# Corylus colurna
Corylus colurna, el avellano turco, avellano de Levante, avellano mediterráneo o avellano arbóreo, es un árbol originario del sureste de Europa y suroeste de Asia, desde los Balcanes a través del norte de Turquía hasta el norte de Irán.

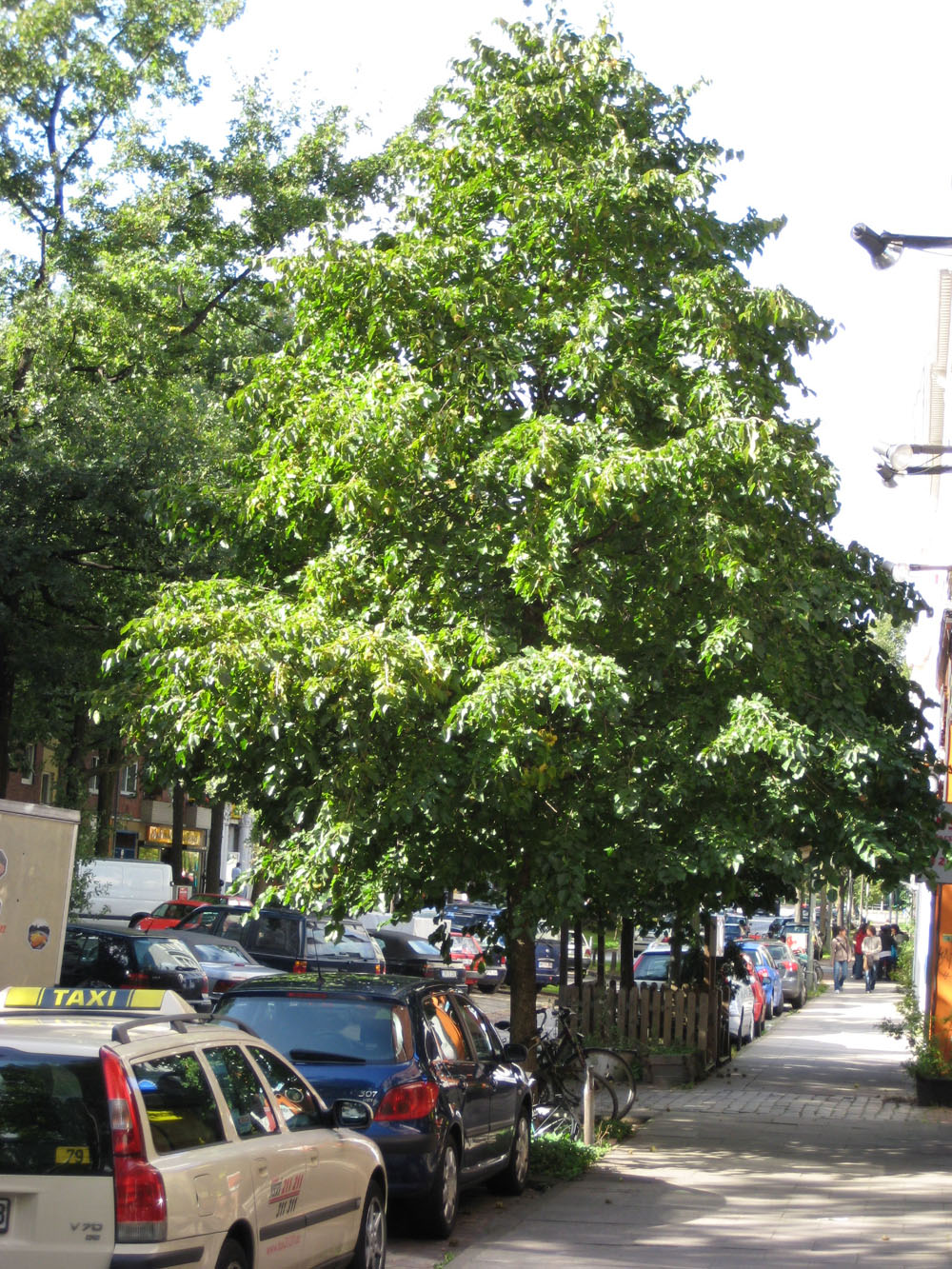
Vista del árbol

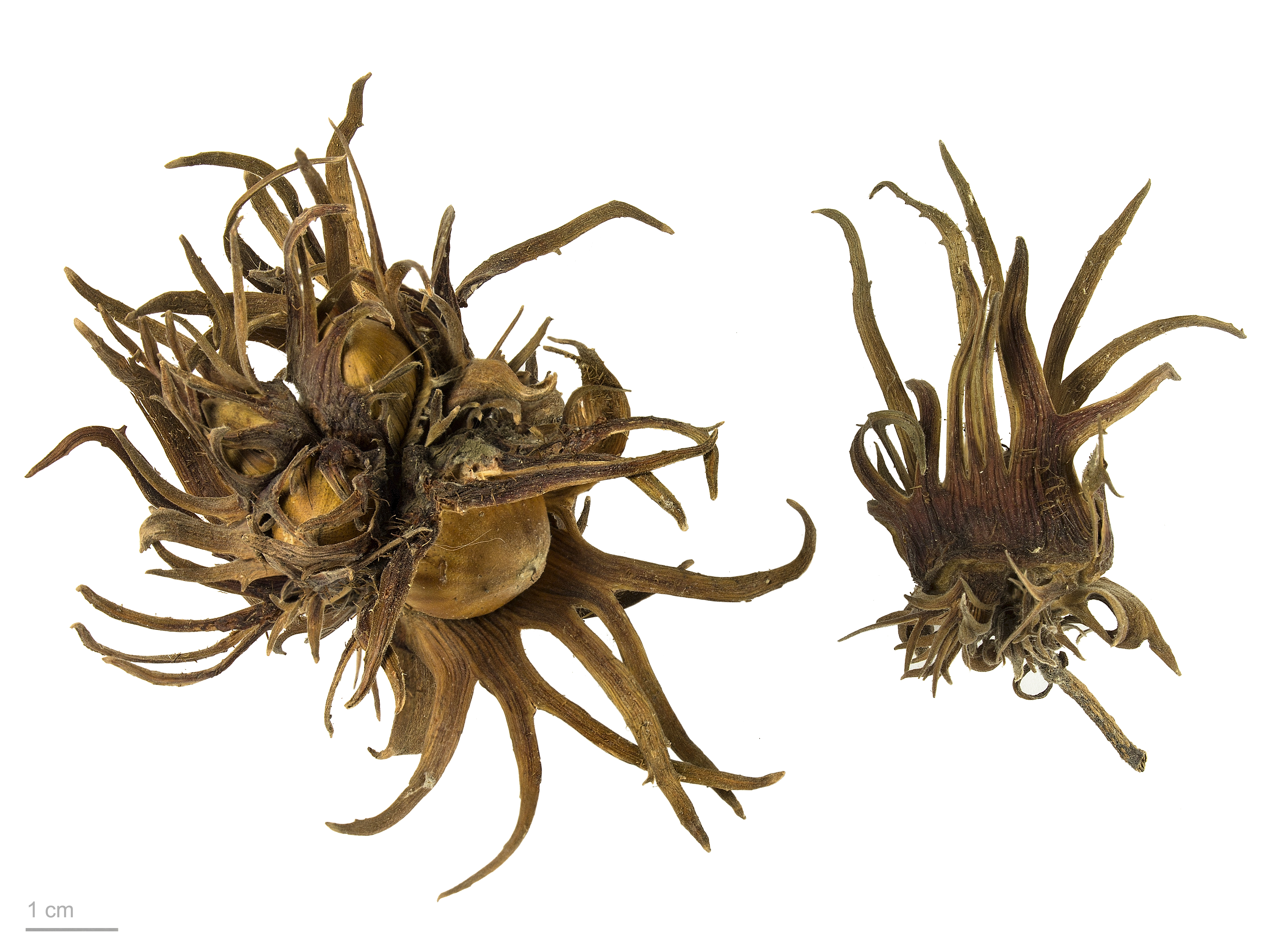
Corylus colurna

## Descripción
Es la especie de avellano más grande, pues llega a alcanzar 35 m de alto, con un tronco derecho de hasta 1,5 m de diámetro; la copa es coniforme y delgada en los árboles jóvenes, y luego se hace más espesa conforme envejece. La corteza es gris con una textura acorchada. Las hojas son caducas, redondeadas, 6–15 cm de largo y 5–13 cm de ancho, ligeramente pilosas en ambos lados.
El fruto es una pequeña avellana de 1 a 2 cm de largo, casi completamente rodeada por un involucro grueso de 3 a 4 cm de diámetro que agrupa de 3 a 8 avellanas juntas. Sus avellanas son comestibles, pero su pequeño tamaño y su cáscara muy dura (de 2 a 3 mm de espesor) les otorga un interés comercial insignificante a pesar de su buen sabor.
Esta especie se cultiva a menudo como árbol ornamental en Europa y América del Norte porque, a diferencia de otras especies de avellanos, no crece en un arbusto sino como un hermoso árbol de hábito erguido. Como tolera muy bien las difíciles condiciones de cultivo en la ciudad, se ha plantado en masa como árbol de pasto en los últimos años.
La mayoría de los avellanos comerciales (Corylus avellana) se injertan sobre pies de esta especie, ya que no emite chupones.

## Taxonomía
Corylus colurna fue descrito por Carlos Linneo  y publicado en Species Plantarum 1: 309. 1753.
Sinonimia
- Corylus abchasica Kem.-Nath.
- Corylus arborescens Münchh.
- Corylus bizantina Desf.
- Corylus cervorum Petrov
- Corylus colurna var. glandulifera A.DC.
- Corylus eggrissiensis Kem.-Nath.
- Corylus kachetuca Kem.-Nath.[4][5]